# ビザン薬局
有限会社ビザン薬局（ビザンやっきょく）は、徳島県徳島市紺屋町に本社があった医薬品・衛生材料を卸す企業。
現在メディセオ・パルタックホールディングスグループの一社「よんやく」である。

## 沿革
- 1947年（昭和22年）08月 - 佐藤秀雄と増田実の共同出資にて徳島県徳島市大道一丁目に資本金15万円で「(有)ビザン薬局」設立。
- 1948年（昭和23年）04月 - 紺屋町2に本社移転新築。
- 1950年（昭和25年） - この年から1955年（昭和30年）頃まで「割石守成堂」「藤川薬局」「板野厚生堂」が姿を消し徳島県の「武田薬品」特約店の筆頭取引卸・「山之内製薬」（現・アステラス製薬）特約店筆頭取引卸に躍進していく。
- 1951年（昭和26年）04月 - 「地藤薬品株式会社」が倒産し徳島支店の営業を引き継ぎ「つるぎ薬品(有)」を設立。
- 1952年（昭和27年） - 「つるぎ薬品(有)」の営業範囲が「ビザン薬局」と重複するので吸収合併する。
- 1957年（昭和32年）11月 - 徳島市東大工町2丁目に本社新築移転。
- 1958年（昭和33年）09月 - 「有限会社ビザン薬局」から「株式会社ビザン薬局」に商号変更。
- 1962年（昭和37年） - 「ビザン薬品株式会社」に商号変更。
- 1965年（昭和40年）02月 - ビザン薬品が柳屋薬局卸部門を吸収合併。
- 1965年（昭和40年）04月 - ビザン薬品が「株式会社内田風雲堂」・「有限会社田口薬局」・「谷口薬局」の各卸部門を吸収しサンエイ薬品と商号変更。
- 1999年（平成11年） - 松本薬品(株)とサンエイ薬品(株)が合併し(株)よんやくとして発足。

## 会社概要
- 会社設立：1947年（昭和22年）8月
- 本社：〒770-0918 徳島県徳島市紺屋町2
- 代表取締役社長：増田実
- 営業所：徳島県徳島市

## 主な取引メーカー
- 武田薬品
- 山之内製薬
- 大日本製薬
- 日本新薬
- 富山化学工業